# Tommy Tremble
Tommy Tremble (Johns Creek, 2 giugno 2000) è un giocatore di football americano statunitense che milita nel ruolo di tight end per i Carolina Panthers della National Football League (NFL).

## Carriera

### Carolina Panthers
Tremble al college giocò a football a Notre Dame. Fu scelto nel corso del terzo giro (83º assoluto) nel Draft NFL 2021 dai Carolina Panthers. Debuttò come professionista nella gara del primo turno contro i New York Jets. La sua stagione da rookie si chiuse con 20 ricezioni per 180 yard e un touchdown in 16 presenze, 11 delle quali come titolare.
Nell'ottavo turno della stagione 2023 Tremble ricevette dal quarterback rookie Bryce Young l'unico touchdown dei Panthers che colsero la prima vittoria stagionale contro gli Houston Texans.

## Famiglia
Il padre, Greg Tremble, giocò nella NFL e fu membro dei Dallas Cowboys che vinsero il Super Bowl XXX.